# Marimpa Samoura
Pour les articles homonymes, voir Samoura.
Marimpa Samoura, ministre délégué auprès du ministre de l’Économie, des Finances chargé du Budget dans le gouvernement sortant de Cheick Modibo Diarra est né en 1959 à N'Tomodo dans le cercle de Nara. Inspecteur du Trésor, diplômé de l'École nationale d'administration (ENA) de Bamako où il a enseigné le cours de finances publiques, Marimpa Samoura est membre du panel des experts externes du Fonds monétaire international.
Il a été par ailleurs dans l'administration malienne : 
- Chef de la division recettes à la trésorerie régionale de Mopti puis chef de la division comptabilité
- Fondé de pouvoirs à Kayes
- Trésorier payeur régional de Ségou
- Coordinateur par intérim de la Cellule d’appui à la reforme des finances publiques (CARFIP).

## Sources
- «  ministre délégué auprès du ministre de l’Économie, des Finances chargé du Budget:Marimpa Samoura »